# Roméo Debefve
Roméo Debefve (14 september 1992) is een Belgische voetballer die speelt bij KAS Eupen. 
Hij doorliep verschillende jeugdreeksen van KRC Genk, maar kon niet de stap zetten naar het eerste elftal. Daarop verkaste hij voor aanvang van seizoen 2011/12 naar KAS Eupen, dat destijds in de tweede klasse speelde. Op de tweede speeldag kreeg hij een basisplaats in een uitwedstrijd bij Antwerp FC, waar Debefve direct zijn eerste goal voor KAS Eupen scoorde.
Ook in de volgende wedstrijd tegen AFC Tubize wist Debefve te scoren, voor de tweede maal op rij.

## Statistieken
| seizoen | club      | land   | competitie    | wed. | goals |
| ------- | --------- | ------ | ------------- | ---- | ----- |
| 2011/12 | KAS Eupen | België | Tweede klasse | 27   | 3     |
| 2012/13 | KAS Eupen | België | Tweede klasse | 15   | 0     |
|         |           |        | Totaal        | 42   | 3     |